# فیروزه‌کوب

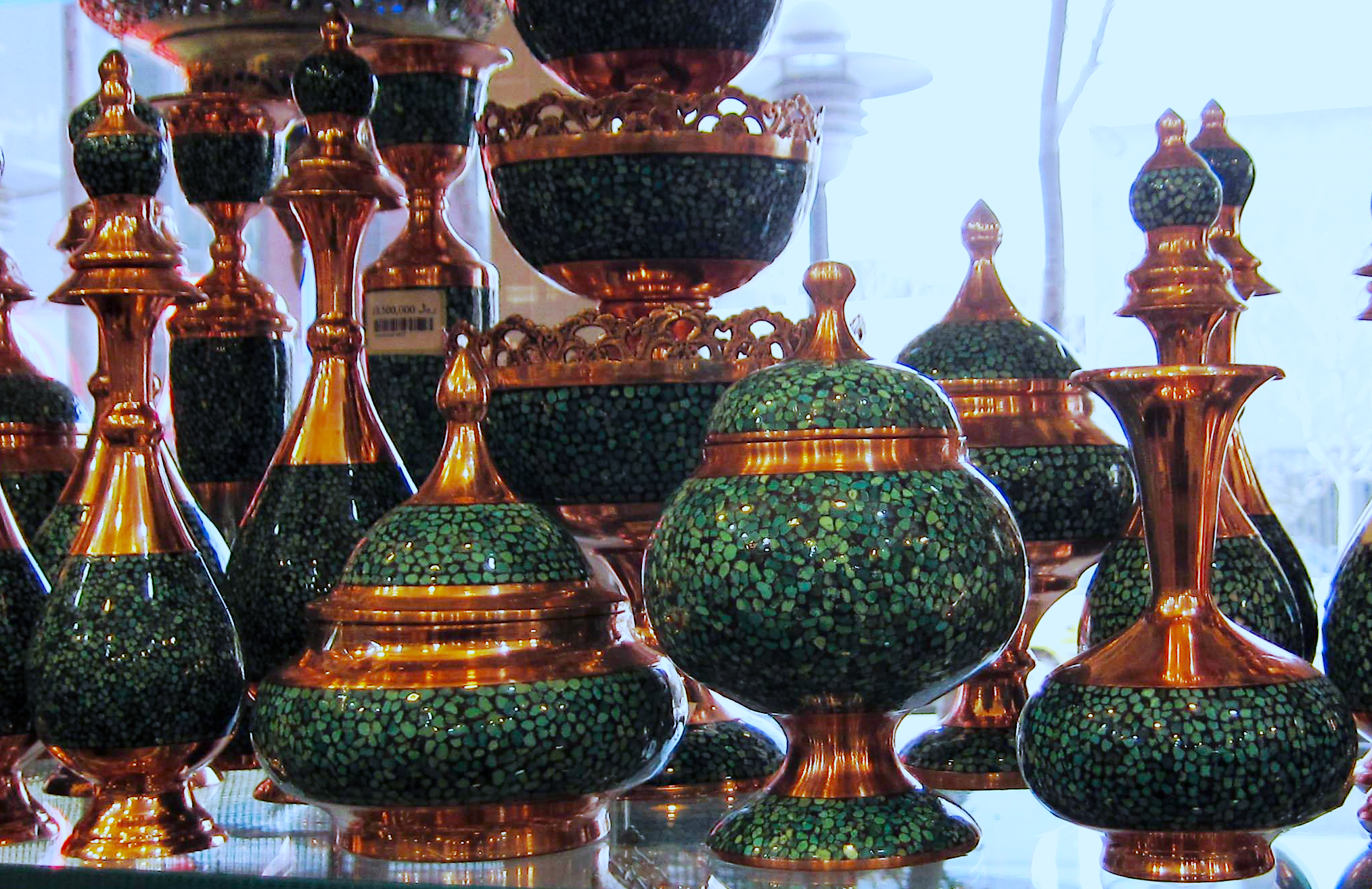
ظرف‌های فیروزه‌کوب

فیروزه‌کوب از صنایع دستی است و با نشاندن قطعه‌های کوچک سنگ فیروزه به حالت موزاییکی بر سطح ظرف‌ها، زیورآلات و اشیای تزئینی (از پایه‌هایی به جنس‌های مسی، برنجی، نقره، ورشویی یا برنزی) ساخته می‌شود. بین قطعه‌های فیروزه نوعی لاک تیره‌رنگ قرار می‌گیرد. هر چه ظرف فیروزه کوبی شده پرکارتر و منظم‌تر باشد و فاصله کمتری بین قطعات فیروزه باشد، ارزش هنری آن بیشتر است. امروزه مرکز این هنر اصفهان است.
این هنر حدود ۶۰ یا ۷۰ سال پیش در مشهد (خراسان رضوی) به دست حاجی بابا (م) انجام شد و به اصفهان آورده شد.

## مراحل ساخت فیروزه کوب
1. زرگری
2. فیروزه‌کوبی
3. پرداخت‌کاری

## تشریح مراحل فیروزه‌کوبی

### مرحله اول
سطح زیر کار از فلز مورد نظر مانند برنج، مس و نقره توسط زرگر یا سازنده فلز به کمک دست یا دستگاه پرس ساخته می‌شود و صاف و صیقل‌خورده وارد مرحله بعد می‌شود.

### مرحله دوم
استاد فیروزه‌کوب، خرده‌فیروزه‌ها که از نظر اندازه و رنگ باید مشابه باشند از ضایعات دیگر جدا می‌کند. بعد از مشخص شدن نوع سنگی که قرار است بر سطح کار شود. سطح فلز مورد نظر کمی گرم می‌شود در این زمان بر روی سطح کمی لاک پودر شده (لاک گردویی) می‌پاشند در زمانی که لاک حالت مذاب دارد فیروزه را روی آن می‌چسبانند. بعد از آنکه سطح مورد نظر را با فیروزه پوشاندند و فضاهای خالی میان فیروزه‌ها را با فیروزه‌های ریزتر پر کردند، آن را به کمک سنگ «آب‌سان» صاف و صیقلی می‌کنند تا برجستگی‌های لاک و فیروزه از بین رود و سطحی یک دست به دست آیند. در این مرحله است که رنگ واقعی فیروزه نمایان می‌شود.

### مرحلهٔ سوم
پرداخت‌گری است. در این مرحله بر روی سطوح فیروزه‌کوبی شده را پولیش می‌کشند و بعد روی آن را پلی استر می‌کشند که دلیل آن حفاظت از سطح کار و همچنین زیبایی حداکثری اثر است.

## کاربرد فیروزه‌کوبی
هنر فیروزه‌کوبی مانند بسیاری از هنرها جنبهٔ تزیینی و تجملی دارد. اما از آن جا که این هنر را بر ظروفی نظیر شیرینی‌خوری، قندان، گلدان، گلاب‌پاش، سنگاب و … پیاده می‌کنند فقط جنبهٔ کاربردی نیز پیدا می‌کنند. اما همانگونه که گفتیم فیروزه‌کوبی قبل از آنکه بر ظروف انجام شود بر روی زیورآلات پیاده می‌شد. هنری که امروزه نیز طرفداران زیادی دارد.
اما امروزه از فیروزه‌کوبی به جز بر روی ظروف و زیورآلات برای ساخت تابلوهای نفیس نیز استفاده می‌شود. بدین گونه که خوشنویسی بر روی سطح اگر پارچه‌ای باشد نوشته شده و سپس فیروزه‌ها بر روی آن چسبانده می‌شوند و اگر سطح مورد نظر چوبی باشد بعد از لیزر طرح مورد نظر بر روی چوبی تکه‌های فیروزه داخل آنها کار می‌شود.

## نحوه نگهداری ظروف فیروزه کوبی[۱۳]
نکات مهم برای افزایش طول عمر ظروف فیروزه کوبی:
1. برای تمیز کردن این محصولات، نیاز به شستشو با آب و شوینده های خاص وجود ندارد و برای ثابت ماندن پلی استر سطح مس، نظافت با دستمال پارچه ای (ترجیحا نانو) کفایت می‌کند.
2. هرگونه مواد شوینده، الکل و یا مواد اسیدی مثل سرکه، عطر و لوازم آرایشی باعث از بین رفتن این پلی استر می شوند. با از بین رفتن پوشش پلی استر مس با اکسیژن واکنش نشان داده و شروع به اکسید شدن و تغییر رنگ می کند.

3. از قرار دادن این ظروف در دمای بالای 60 درجه و نور مستقیم آفتاب بپرهیزید.
1. وارد کردن ضربه به ظروف، روی هم انباشتن و یا قرار دادن اجسام تیز درون آنها نیز موجب آسیب می شوند.
2. از نگهداری این ظروف در بین پلاستیک های بابل یا حباب دار در مدت زمان طولانی خودداری کنید. پلاستیک های حبابدار باعث تعریق ظروف می شود و در طولانی مدت رطوبت از پلی استر عبور کرده و به مس می رسد و باعث تغییر رنگ آن می شود.

## استادان
از استادان این صنعت دستی می‌توان افراد زیر را نام برد:
- یوسف حکمیان
- روبن یروشالمی
- امیر آقاجانی
- محسن قربانی
- نصیر کتابی